# The Joneses
The Joneses è un film del 2009 scritto e diretto da Derrick Borte, con Demi Moore, David Duchovny, Amber Heard e Ben Hollingsworth.
Questo film è stato premiato al 2009 Toronto International Film Festival il 13 settembre 2009.

## Trama
Kate, Steve, Mick, e Jenn Jones compongono la tipica famiglia modello americana.
Si trasferiscono in un sobborgo di alta borghesia, con la pretesa di essere la tipica famiglia perfetta invidiata da tutto il vicinato.
In realtà, sotto a questa famiglia c'è solo uno scopo lavorativo: la bellissima moglie Kate, infatti, è la leader di un team di marketing illegale, venditori professionisti che sfruttano la loro vita sociale quotidiana per promuovere dei prodotti. Il loro abbigliamento, gli accessori, i mobili e persino il cibo sono attentamente selezionati e forniti da varie aziende per creare visibilità in un mercato di consumo auspicabile.
Mentre la squadra di Kate è molto efficace, Steve è una novità per il team, mentre Jenn è una ninfomane, con l'abitudine di provarci con tutti i suoi falsi padri.
Il team si inserisce benissimo nella comunità in cui vive, spostando l'attenzione delle persone sui prodotti che la ricca famiglia possiede.
Presto, i negozi e le imprese locali si adattano allo stile di vita dei Jones, ormai diventata il modello della città.
Tuttavia, alla fine dei 30 giorni di revisione, Steve scopre che ha i più bassi numeri di vendita della squadra, e il lavoro di Kate è in pericolo a meno che Steve raggiunga il suo obiettivo prima della prossima revisione, 60 giorni dopo. Steve comincia a trovare una tattica di vendita che funziona giocando sui problemi dei suoi vicini. Steve inizia ad allontanarsi dalla sua finta famiglia, dedicandosi costantemente al suo obiettivo ottenendo risultati.
Le dinamiche del team si complicano quando anche Kate si applica a questa tecnica. Si rende conto che possono aumentare le vendite rendendo perfetta la propria falsa famiglia per poi vendere l'immagine di uno stile di vita. Ora i confini tra la recitazione e le realtà iniziano a rompersi. 
Le cose diventano inoltre più complicate quando il figlio Mick si ritrova sempre più vicino ad una ragazza del liceo, Naomi, nella quale egli può confidare, mentre la figlia Jenn flirta con il vicino Alex Bayner, il quale solleva i sospetti dei vicini. 
Ora la squadra riesce a coprirsi solamente in diversi momenti durante il lavoro, e insospettisce diverse persone. Ad esempio quando una vecchia conoscenza di Steve lo riconosce in un ristorante, o quando Jenn cerca di esporre la sua vera età e quando ad una festa Mick serve alcol a minori.
Alla fine, ogni membro del team ritiene che questa finzione costante possa pestare lentamente i loro desideri individuali. Jenn sogna di fuggire con il vicino, fino a quando scopre che lui la stava semplicemente usando. Mick ha una crisi di coscienza, quando Naomi ha un incidente d'auto dopo aver bevuto troppo alla festa, in cui egli ha servito vino per soli fini commerciali. Peggio ancora, quando Mick cerca di rivelare la sua omosessualità al fratello di Naomi, il quale poi lo prende a pugni.
Dopo aver raggiunto il traguardo sperato, quasi da record, a Steve viene offerta la possibilità di entrare in un nuovo nucleo "icona", in cui può dare il massimo. Egli rifiuta, poiché questo è il sogno di Kate e crede che il suo nucleo possa diventare uno dei migliori.
Quando il più intimo amico di Steve, Larry, rivela che sta per perdere la casa per aver esaurito tutte le carte di credito, Steve cerca nuovamente di far capire a Kate se vuole qualcosa di più di un matrimonio finto. Lei lo respinge, e il giorno dopo Steve scopre con orrore che Larry si è suicidato per i troppi debiti. Addolorato, Steve confessa alla comunità la vera natura del suo lavoro. In pochi minuti, il resto della famiglia Jones lascia in fretta la città per poi essere riassegnati in una nuova casa. Steve rifiuta l'ultima offerta di entrare in un nuovo nucleo famigliare e rintraccia la famiglia fino alla loro nuova posizione. Lì egli tenta un'ultima volta di convincere Kate a lasciare.
Anche se titubante, lei infine lo segue fuori città e accetta di incontrare la sua famiglia in Arizona.